# Asociación de Periodistas de Espectáculos
Asociación de Periodistas de Espectáculos, Arte y Cultura de Chile o simplemente Asociación de Periodistas de Espectáculos (también conocida por su acrónimo Apes) es una organización chilena que agrupa a los periodistas que trabajan en el área de espectáculos.

## Historia
Fue fundada en diciembre de 1968. Su primera presidenta fue Raquel Cordero y tuvo como socios fundadores a Marina de Navasal, Yolanda Montecinos y Rodolfo Gambetti, entre otros periodistas. Uno de sus principales promotores fue el periodista Ítalo Passalacqua, quien ejerció como presidente de Apes en los períodos 2001-2002 y 2003-2004.
Desde su creación y hasta 2014, la asociación entregó anualmente los Premios Apes a los representantes más destacados del cine, radio, teatro, ballet, música popular, y televisión chilena, como estímulo a su trabajo, y como reconocimiento de los expertos.